# Джуссано
Джуссано (итал. Giussano) — город в Италии, в провинции Монца-э-Брианца области Ломбардия.
Население составляет 22 696 человек (на 2004 г.), плотность населения составляет 2193 чел./км². Занимает площадь 10,29 км². Почтовый индекс — 20034. Телефонный код — 0362.
Покровителями населённого пункта считаются святые апостолы Пётр и Павел, а также свв. апостолы Филипп и Иаков (Giussano),
св. Стефан Первомученик (Birone), св. святая Маргарита (Paina-Brugazzo), празднование в первое воскресение октября.